# جایزه گواد اوری‌ان
جایزه گَواد اوری‌اَن (تاگالوگ: Gawad Urian Award) نام یک جایزه سینمایی در کشور فیلیپین است که از سال ۱۹۷۷ میلادی بنیان نهاده شد و از آن پس، به‌طور سالیانه برگزار شده است.
برگزارکننده و متولی این جایزه سینمایی، «مانونوری نان فلیکولانگ فیلیپینو» (انجمن منتقدان فیلم فیلیپین) است و به‌نوعی، معادل فیلیپینی «جایزه حلقهٔ منتقدان فیلم نیویورک» در ایالات متحده آمریکا محسوب می‌شود.
به لحاظ اهمیت و وزنِ هنری، این جایزه سینمایی، معتبرترین جایزهٔ فیلم در کشور فیلیپین است.